# 폴 아서스

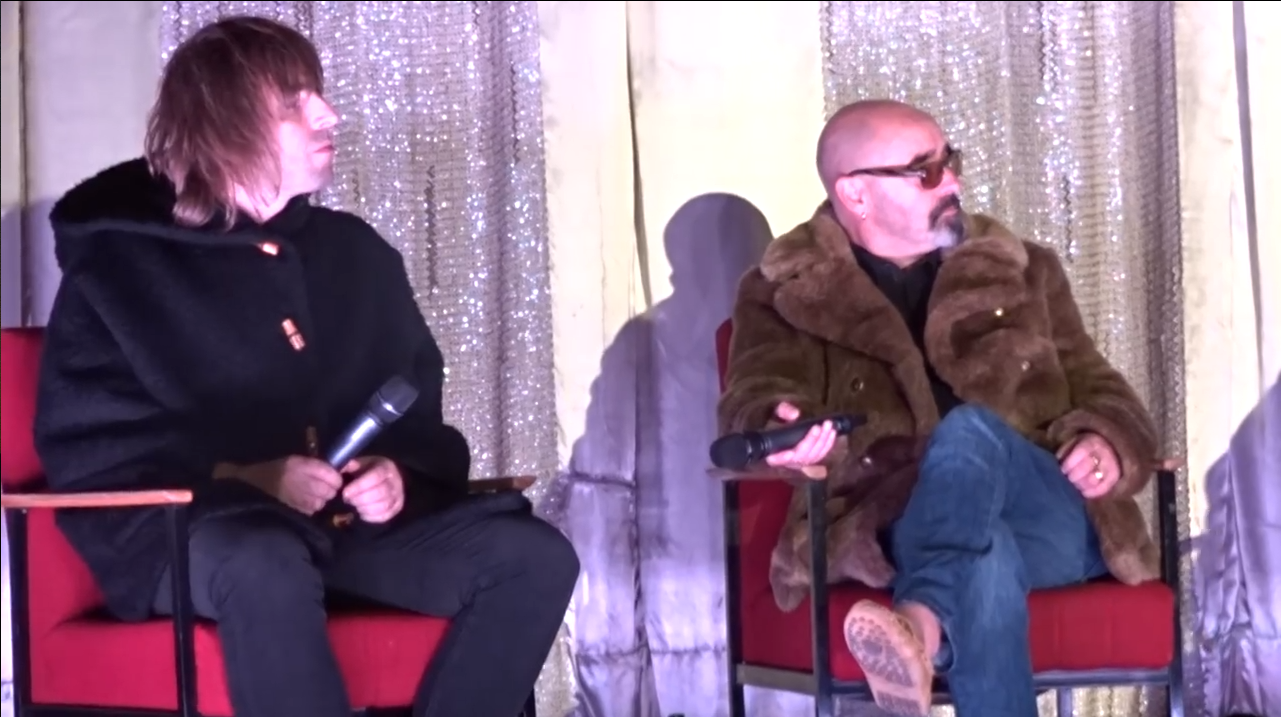

폴 "본헤드" 아서스(Paul "Bonehead" Arthurs, 1965년 6월 23일 ~ )는 영국의 음악가이다. 그는 영국의 록 밴드 오아시스의 창설 멤버이자 오아시스의 1991~1999년까지의 리듬 기타리스트로 가장 잘 알려져 있다.

## 어린 시절
아서스는 1981년에 학교를 그만두고 미장이로써 일했다. 그는 1984년에 Pleasure and Pain이라는 그의 첫 번째 밴드생활을 시작했다. 그 기간중에 그는 후에 결혼하게 되는 Kate와의 관계를 시작했다. 1980년대 후기에, 건물 하청업자로 일하던 중에, 그는 그의 친구들과 한 밴드를 시작했다. 그 친구들은 폴 "귁시" 맥귀건(베이스), 토니 맥캐롤(드럼), 그리고 크리스 휴턴(보컬)이다. 그들은 그들 스스로를 'The Rain'이라고 불렀고, 나중에는 비틀즈의 B-side곡인 Rain이라고 불렀다.

## 오아시스와 더 레인
휴턴이 밴드를 그만뒀을때, 그 자리는 리암 갤러거에 의해 채워졌다. 갤러거와 아서스는 공동작곡가로써 협력했다.
그러나 그 밴드는, 리암갤러거가 인스파이럴 카펫츠의 지방공연매니저로써의 세계여행에서 막 돌아온 그의 형 노엘 갤러거를 밴드에 끌어들이기전까진 여전히 성공적이지 않았다.
리암은 밴드의 이름을 오아시스로 바꿨고, 노엘은 밴드를 유명하게 만든 곡들을 가져왔다. 아서스는 노엘이 그에게 연주해준 첫 번째 곡인 Live Forever과 All around the world를 기억한다. 아서스는 노엘이 그들의 투어버스에서 그들에게 champagne supernova를 연주해줬을 때 무너져서 울어버렸다. Definitely Maybe DVD에서 아서스는 그가 라이브로 연주하기 가장 좋아하는 노래는 오직 3개의, 최면적인 그루브를 만드는 코드들로 이루어진 곡 columbia라고 말했다.
아서스가 여러 가지 악기를 연주할 수 있다는 것은 (What's the Story) Morning Glory?에서 피아노와 멜로트론을 연주함으로써 신용되었다. 그리고 Don't look back in anger에서도 그가 피아노를 치는 것을 볼 수 있다.

## 그 외
- 노엘은 아서스의 첫아이의 후견인이다.
- 1997년에, 아서스는 S1 SAO라는 이름이 들어간 차 번호판을 샀다. 그 이름은 백미러로 보면 oasis라고 읽힌다.